# Frank Richter Jr.
Francis Xavier (Frank) Richter Jr., né le 12 juillet 1910 et mort le 20 novembre 1977, est une personnalité politique canadienne.

## Biographie
Il sert en tant que membre de l'Assemblée législative et ministre de l' Agriculture et ministre des Mines dans le Parti Crédit social dans le gouvernement WAC Bennett dans la province de la Colombie-Britannique.